# Вашингтон-Хайтс (Манхэттен)
Ва́шингтон-Хайтс (англ. Washington Heights, дословно: «Вашингтонские холмы») — нейборхуд на севере боро Манхэттен, Нью-Йорк.
Вашингтон-Хайтс ограничивается 155-й улицей на юге, Дайкман-стрит на севере, рекой Гудзон на западе и проливом Гарлем — на востоке. На юге Вашингтон-Хайтс граничит с нейборхудом Гамильтон-Хайтс, на севере — с нейборхудом Инвуд. Вашингтон-Хайтс находится под юрисдикцией 12-го общественного совета Манхэттена.

## История

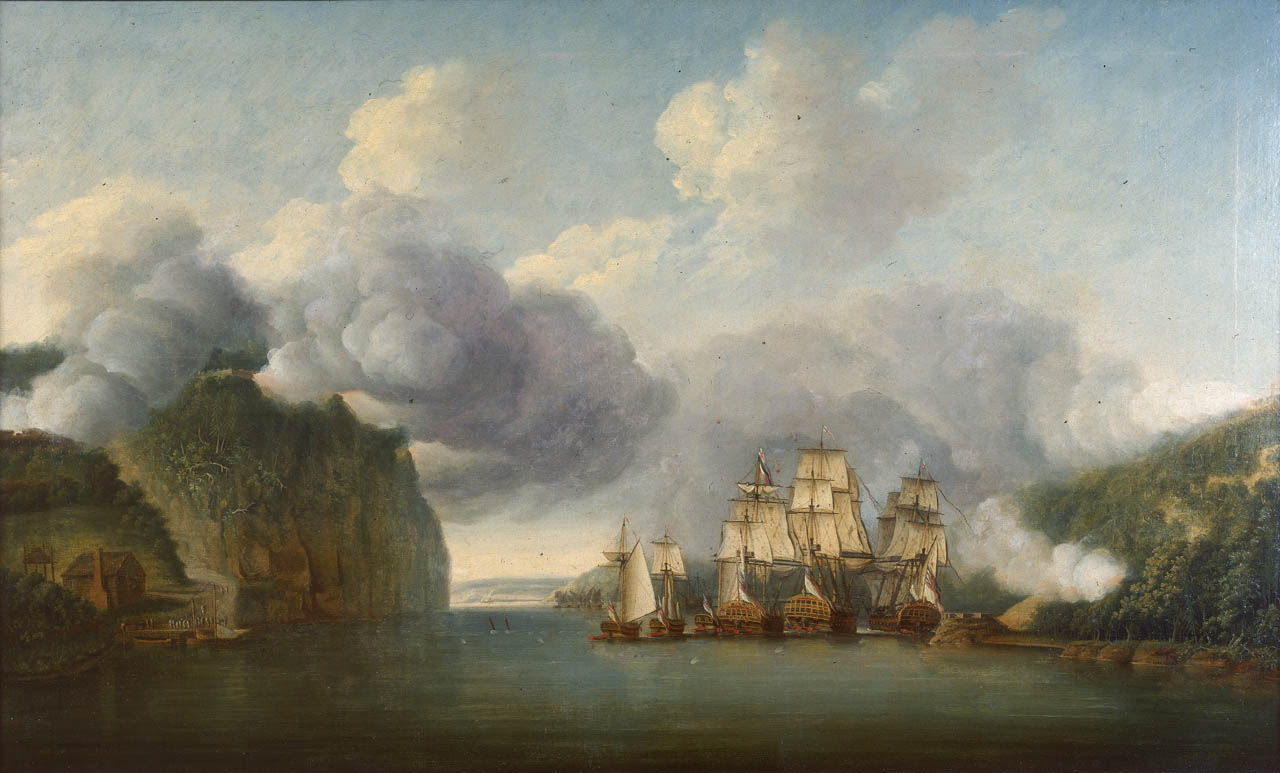
Британские корабли в битве за форт Вашингтон

Своё название квартал получил по форту Вашингтон, возведённому Континентальной армией во время Войны за независимость. 16 ноября 1776 года форт был захвачен британскими войсками. Потери в битве составили 130 и 320 человек со стороны британцев и гессенцев соответственно и 53 убитых, 250 раненых и от 2700 до 2818 пленённых со стороны американцев. Одним из примечательных памятников Войне за независимость является построенный в 1765 году в палладианском стиле особняк Моррис-Джумел. В нём располагался штаб Джорджа Вашингтона. Ныне особняк является старейшим зданием на Манхэттене.
В XVIII веке на территории квартала располагалось множество скудных фермерских наделов. В то время область носила название Гарлем-Хайтс (англ. Harlem Heights). Однако после того, как зажиточным ньюйоркцам приглянулись открывавшиеся с местных высот виды, в этом районе стали массово застраиваться богатые усадьбы. Тем не менее, активное сельскохозяйственное использование местных земель продолжалось вплоть до начала XX века.
В 1904—1906 годах в Вашингтон-Хайтс была проложена линия метрополитена. Это послужило мощным импульсом к развитию квартала. Среди прочего были возведены Иешива-университет и здания музеев и учебных заведений комплекса Одюбон-Террис, носящего с 1980 года статус исторического места. В 1912 году был построен крупный комплекс Поло-Граундс из трёх многотысячных стадионов. В квартале началось массовое возведение доступного жилья, что привлекло значительное количество жителей ирландского, еврейского и греческого происхождения.

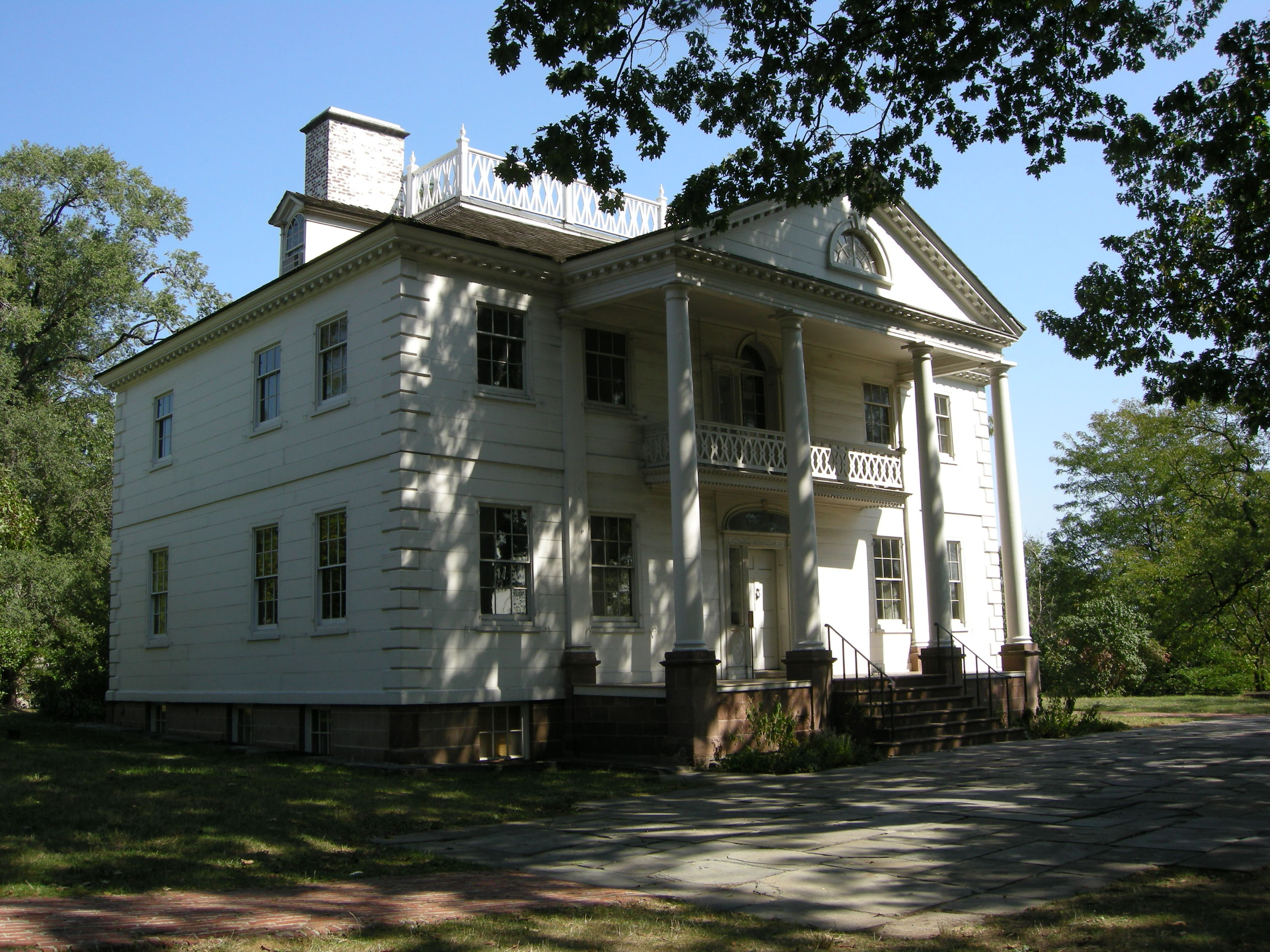
Особняк Моррис-Джумел

Так, в период с 1920 по 1940 годы ирландское население квартала увеличилось почти в четыре раза. Перед Второй мировой войной популяция немецких евреев на севере Вашингтон-Хайтс выросла настолько, что та часть квартала носила в те годы прозвище «Франкфурт-на-Гудзоне» (англ. Frankfurt-on-the-Hudson). В квартале активизировались антисемитская группировка «Христианский фронт» и многочисленные ирландские банды. Они вандализировали местные синагоги и устраивали нападения на евреев.
После Второй мировой войны активность преступных группировок пошла на спад. В то же время в Вашингтон-Хайтс начали массово селиться выходцы из Пуэрто-Рико, Кубы, Доминиканы и Мексики. К началу 1960-х годов квартал уже был преимущественно латиноамериканским. К 1980-м годам Вашингтон-Хайтс стал своеобразным иммигрантским ядром Нью-Йорка. По состоянию на 1990 год доминиканская община районов Вашингтон-Хайтс и Инвуд была самой многочисленной в США. В 1991 году одним из членов городского совета впервые стал доминиканец по происхождению, Гильермо Линарес.
К середине 1990-х годов ряд неблагоприятных социокультурных факторов, таких как бедность, перенаселённость, наркоторговля и т. д., зачастую приводили к столкновениям между полицией и жителями. Так, после того, как летом 1992 года полицией был застрелен местный наркоторговец, в Вашингтон-Хайтс на протяжении нескольких дней не стихал мятеж. Однако уже к концу 1990-х годов уровень преступности пошёл на спад. В начале XXI века в квартале, остающемся преимущественно латиноамериканским, отмечается тенденция притока белого населения.

## Население
По данным на 2010 год, численность населения квартала (вместе с населением квартала Инвуд) составляла 205 414 жителей. Средняя плотность населения составляла около 25 600 чел./км², превышая среднюю плотность населения по Нью-Йорку в 2,5 раза. В расовом соотношении по данным на 2009 год около ¾ населения было представлено латиноамериканцами. Средний доход на домашнее хозяйство составлял $42 343.
После окончания Второй мировой войны этот район Нью-Йорка оказался местом компактного поселения русских эмигрантов «второй волны».

## Рекреационные и образовательные заведения

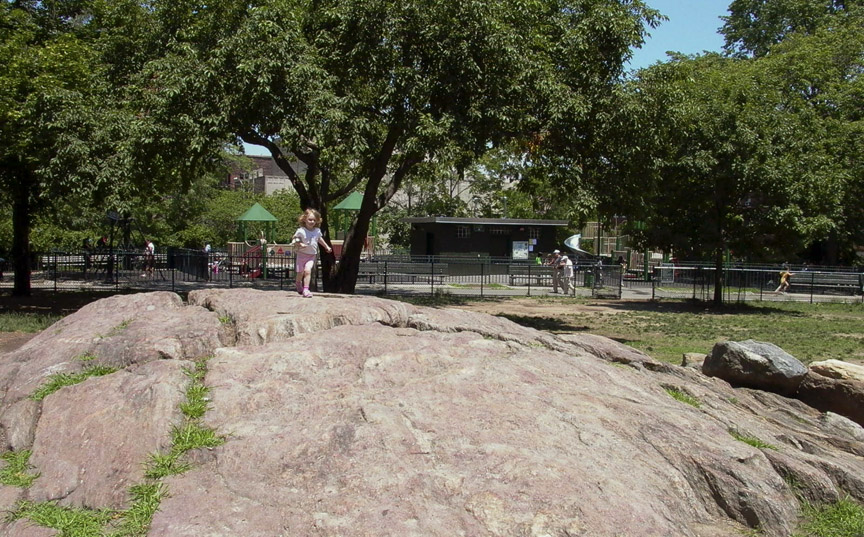
Беннет-парк

В квартале имеется множество парков, среди которых — Беннет-парк, в котором расположена самая высокая естественная точка острова, Форт-Трайон-парк, Хайбридж-парк, Риверсайд-парк и другие. В Вашингтон-Хайтс расположены Иешива-университет, Борикуа-колледж и кампусы Колумбийского университета. В квартале имеется филиал Нью-Йоркской публичной библиотеки и филиал Метрополитен-музея Клойстерс.

## Инфраструктура и общественный транспорт
В Вашингтон-Хайтс расположено несколько мостов, в том числе мост Джорджа Вашингтона, являющийся самым загруженным автомобильным мостом в мире, Высокий, Александра Гамильтона и Вашингтонский.
Квартал обслуживается станциями 155-я улица, 163-я улица – Амстердам-авеню, 168-я улица, 175-я улица, 181-я улица, 190-я улица, Дайкман-стрит и Инвуд – 207-я улица линии Восьмой авеню и 145-я улица и 155-я улица линии Конкорс, а также станциями 157-я улица, 181-я улица, 191-я улица, Дайкман-стрит и 207-я улица линии Бродвея и Седьмой авеню Нью-Йоркского метрополитена.
По состоянию на сентябрь 2012 года в районе действовали автобусные маршруты Bx3, Bx11, Bx13, Bx35, Bx36, M2, M3, M4, M5, M6, M7, M98, M100 и M101.

### Фотогалерея: Входы на станции метрополитена

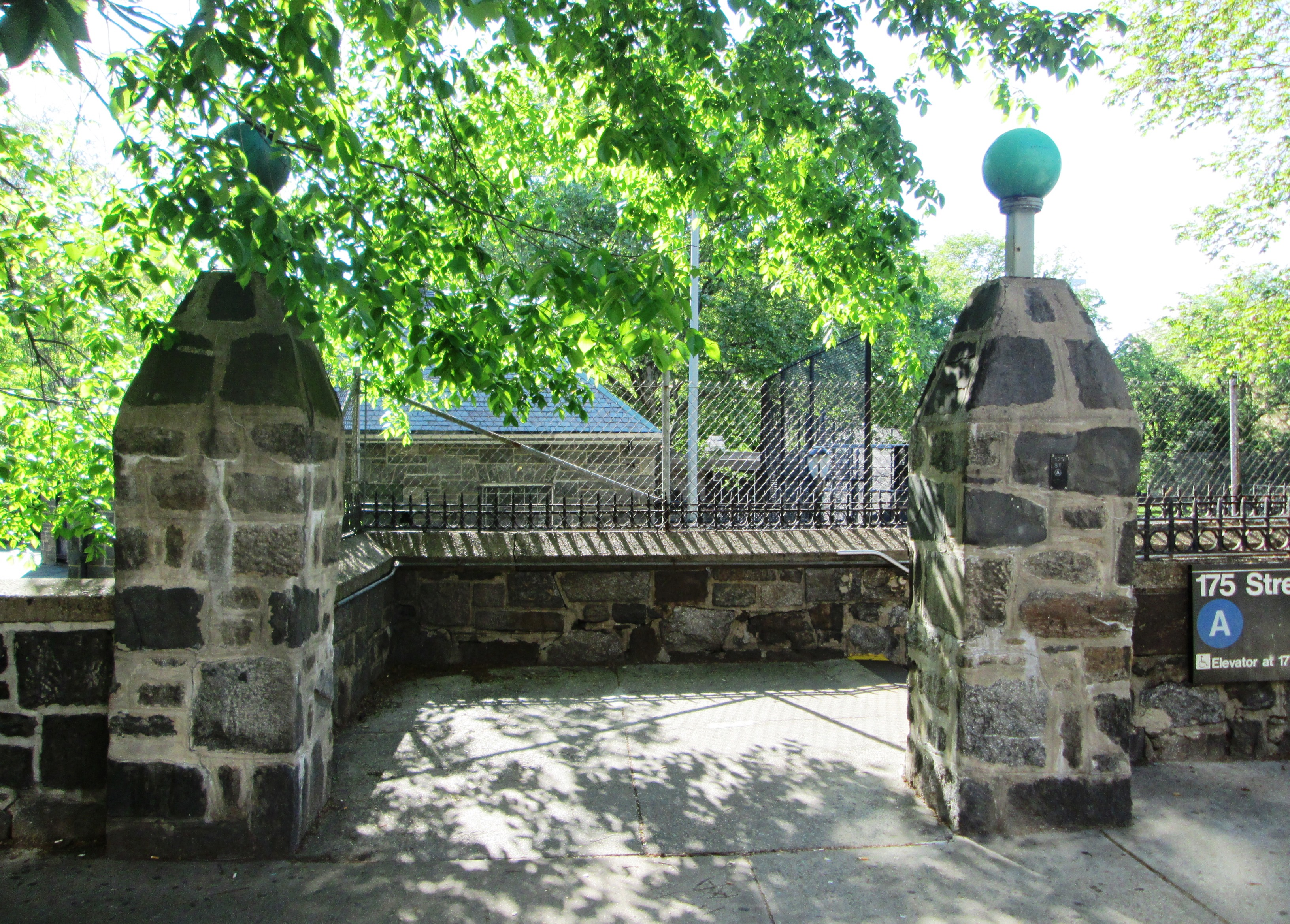
Вход на станцию 175-я улица (линия Восьмой авеню)
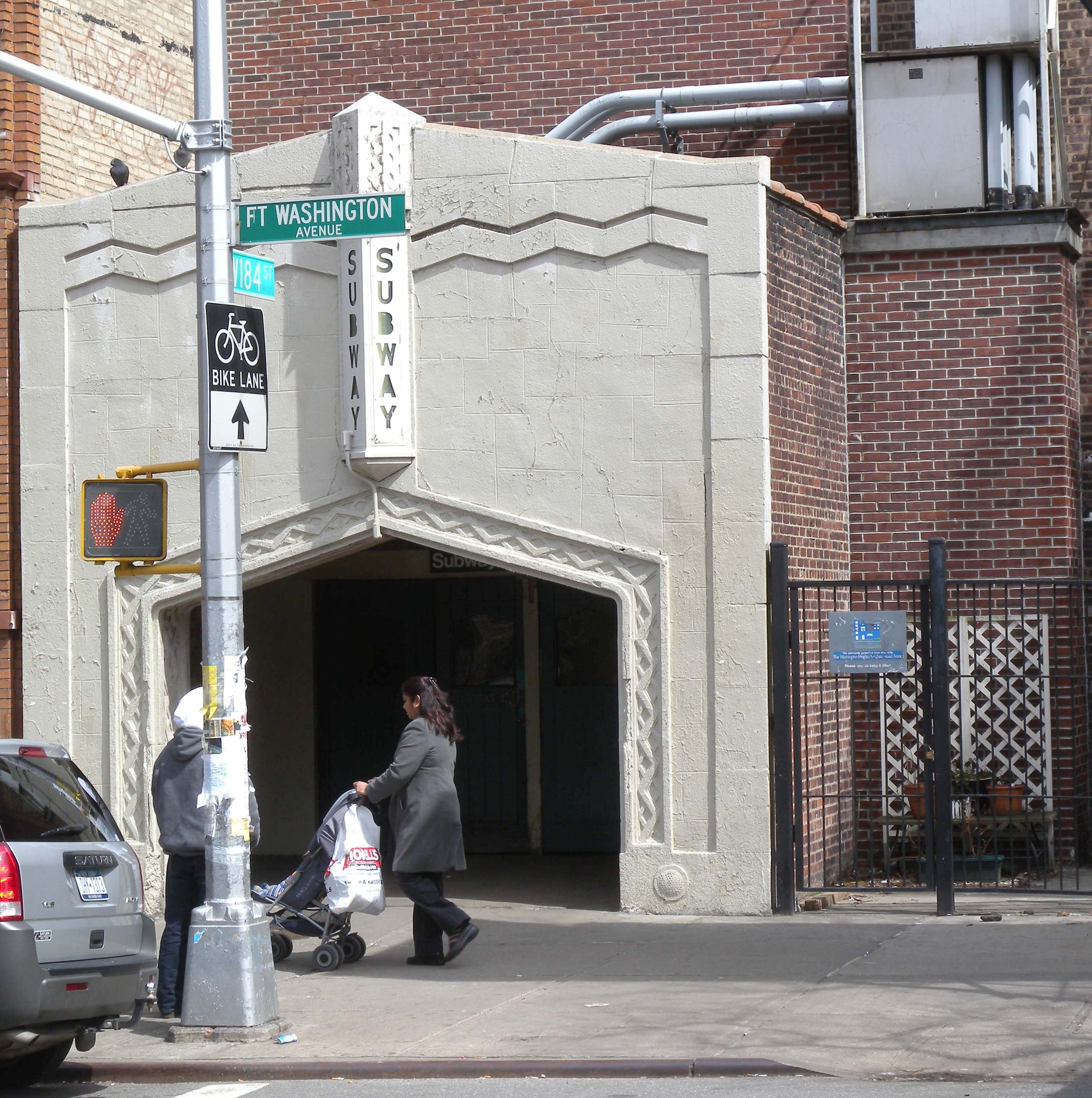
Вход на станцию 181-я улица (линия Восьмой авеню)
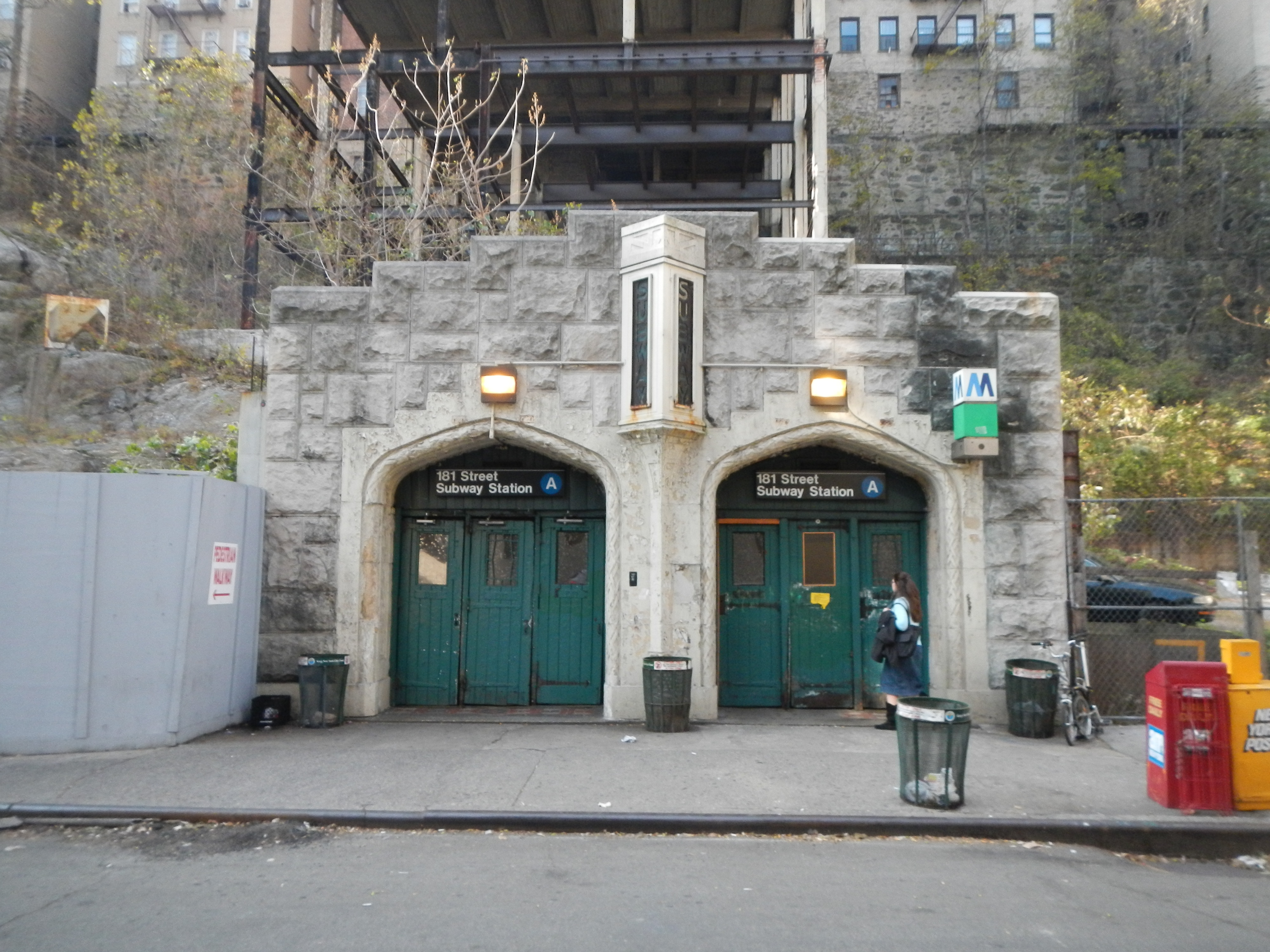
Другой вход на станцию 181-я улица (линия Восьмой авеню)
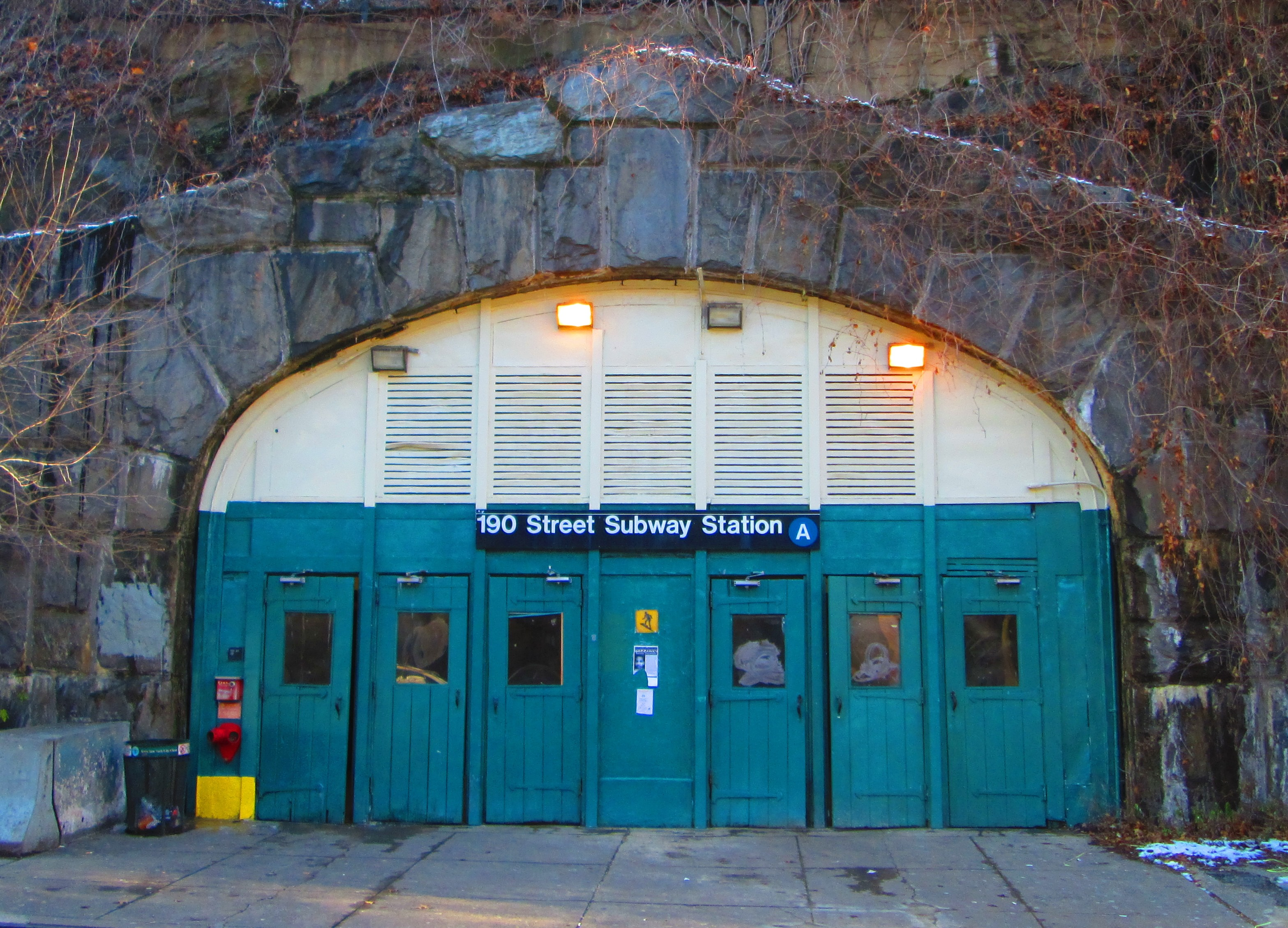
Вход на станцию 190-я улица (линия Восьмой авеню)
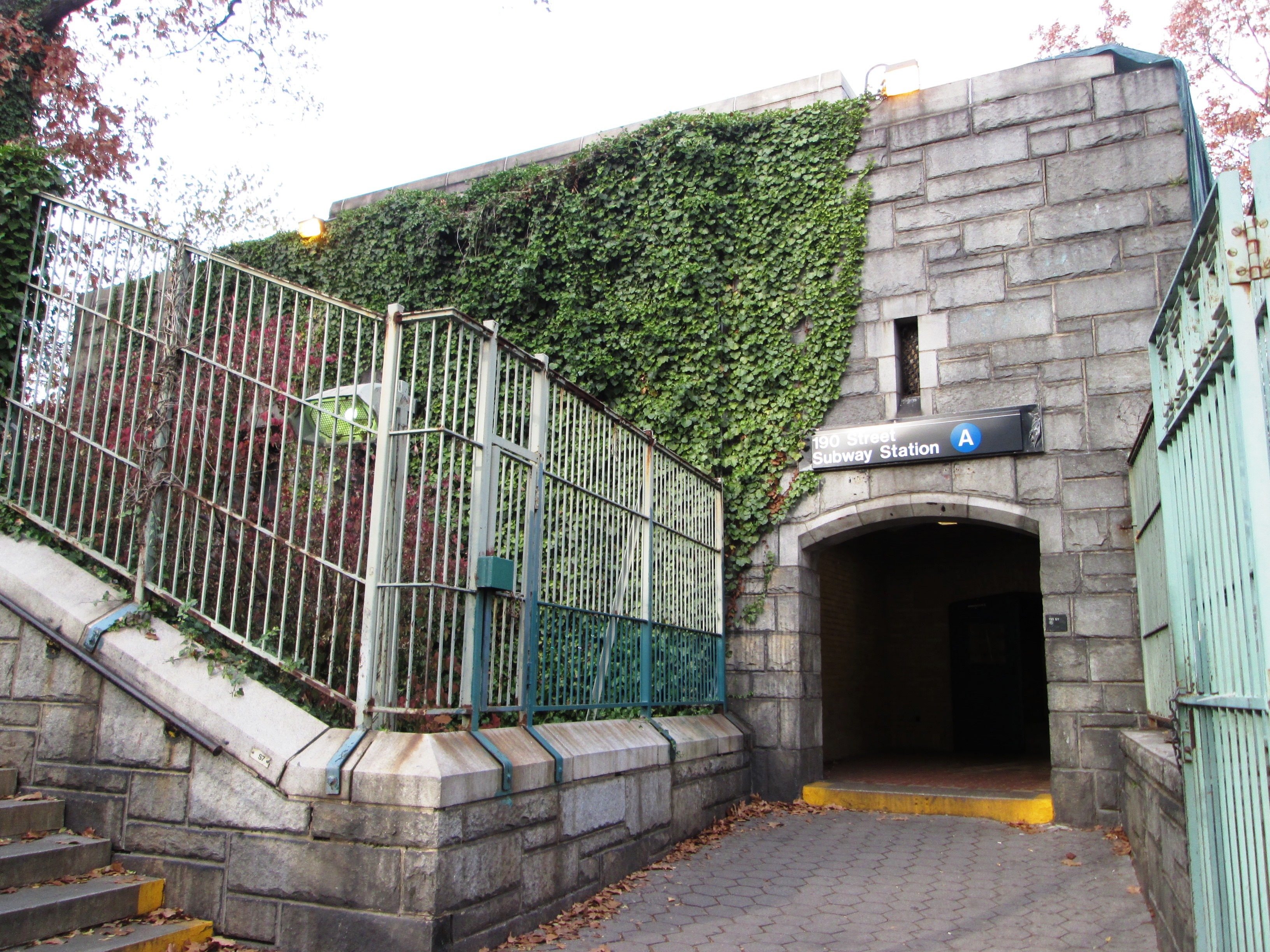
Другой вход на станцию 190-я улица (линия Восьмой авеню)
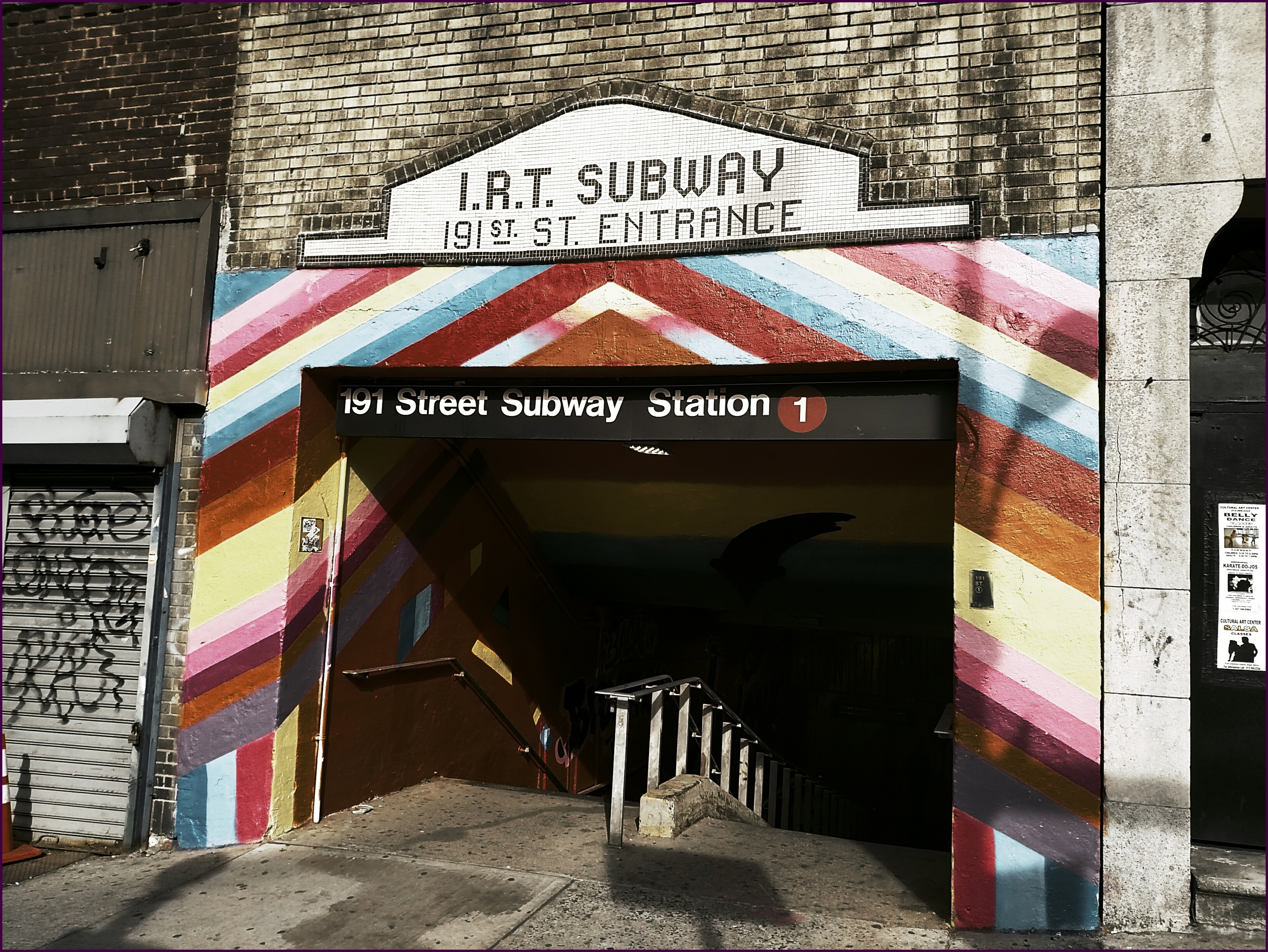
Вход на станцию 191-я улица (линия Бродвея и Седьмой авеню)